# Liste der denkmalgeschützten Objekte in Unternberg
Die Liste der denkmalgeschützten Objekte in Unternberg enthält die 9 denkmalgeschützten, unbeweglichen Objekte der Gemeinde Unternberg im Salzburger Bezirk Tamsweg.

## Denkmäler
| Foto |                 | Denkmal                                                                        | Standort                                    | Beschreibung | Metadaten |
| ---- | --------------- | ------------------------------------------------------------------------------ | ------------------------------------------- | --- | --- |
| ja   | Datei hochladen | Pfarrhof HERIS-ID: 28026 Objekt-ID: 24577                                      | Am Dorfplatz 5 Standort KG: Unternberg      | Der zweigeschoßige Pfarrhof mit Rundbogenportal und Schopfwalmdach wurde um 1755 errichtet. | BDA-Hist.: Q37917341 Status: § 2a Stand der BDA-Liste: 2025-06-30 Name: Pfarrhof GstNr.: 2 Pfarrhof Unternberg                                |
| ja   | Datei hochladen | Röm. Spolie HERIS-ID: 28032 Objekt-ID: 24583                                   | bei Neggerndorf 71 Standort KG: Unternberg  | Bei dem tischförmigen Stein handelt es sich angeblich um eine römische Spolie. | BDA-Hist.: Q37917385 Status: § 2a Stand der BDA-Liste: 2025-06-30 Name: Röm. Spolie GstNr.: 640                                               |
| ja   | Datei hochladen | Paarhof Graggabergut HERIS-ID: 28033 Objekt-ID: 24584seit 2015                 | Neggerndorf 71 Standort KG: Unternberg      | | BDA-Hist.: Q37917403 Status: Bescheid Stand der BDA-Liste: 2025-06-30 Name: Paarhof Graggabergut GstNr.: 637, 639 Graggabergut, Neggerndorf   |
| ja   | Datei hochladen | 3 Blocksteine HERIS-ID: 28011 Objekt-ID: 24561                                 | bei Neustatt 38 Standort KG: Unternberg     | In der Nähe des Gehöfts König sind am Flurrand drei Blocksteine von der ehemaligen Furt durch die Mur erhalten. | BDA-Hist.: Q37917219 Status: § 2a Stand der BDA-Liste: 2025-06-30 Name: 3 Blocksteine GstNr.: 524                                             |
| ja   | Datei hochladen | Friedhofskapelle, Seelenkapelle HERIS-ID: 28012 Objekt-ID: 24562               | Standort KG: Unternberg                     | Die Friedhofskapelle mit gemauertem Dreieckgiebel und Holzschindeldach steht südwestlich der Pfarre und wurde 1783 erbaut. | BDA-Hist.: Q37917237 Status: § 2a Stand der BDA-Liste: 2025-06-30 Name: Friedhofskapelle, Seelenkapelle GstNr.: 1 Friedhofskapelle Unternberg |
| ja   | Datei hochladen | Figur hl. Johannes Nepomuk HERIS-ID: 28023 Objekt-ID: 24574                    | Standort KG: Unternberg                     | | BDA-Hist.: Q37917324 Status: § 2a Stand der BDA-Liste: 2025-06-30 Name: Figur hl. Johannes Nepomuk GstNr.: 562/6                              |
| ja   | Datei hochladen | Kath. Pfarrkirche hl. Ulrich HERIS-ID: 28013 Objekt-ID: 24563                  | Am Dorfplatz 9, bei Standort KG: Unternberg | Die ursprünglich barocke Pfarrkirche am nördlichen Dorfrand erhielt von 1949 bis 1951 einen hohen Nordturm und wurde 1978/79 von Heinz Tesar weitgehend umgebaut. | BDA-Hist.: Q2083269 Status: Bescheid Stand der BDA-Liste: 2025-06-30 Name: Kath. Pfarrkirche hl. Ulrich GstNr.: 1 Pfarrkirche Unternberg      |
| ja   | Datei hochladen | Schloss Moosham HERIS-ID: 28016 Objekt-ID: 24566                               | Moosham 13 Standort KG: Voidersdorf         | Schloss Moosham besteht aus einer Oberen und einer Unteren Burg mit dem wehrhaften Palas und einer barocken (ursprünglich gotischen) Kapelle. Die Anlage wurde kurz vor 1200 in der Nähe einer einstigen römischen Siedlung erbaut. 1886 wurde sie von Hans Graf Wilczek erworben, der Teile davon für die Burg Kreuzenstein verwenden wollte. | BDA-Hist.: Q1643048 Status: Bescheid Stand der BDA-Liste: 2025-06-30 Name: Schloss Moosham GstNr.: 218 Schloss Moosham                        |
| ja   | Datei hochladen | Torstöckl von Schloss Moosham (sog. Lusthaus) HERIS-ID: 28022 Objekt-ID: 24573 | bei Moosham 13 Standort KG: Voidersdorf     | Das Torstöckl an der Zugbrücke zum Schloss Moosham stammt aus dem Jahr 1603. | BDA-Hist.: Q37917306 Status: Bescheid Stand der BDA-Liste: 2025-06-30 Name: Torstöckl von Schloss Moosham (sog. Lusthaus) GstNr.: 213         |